# Ulf Edman
Ulf Christer Edman, född 7 oktober 1943 i Sundsvalls församling i Västernorrlands län, är en svensk militär.

## Biografi
Ulf Edman avlade studentexamen i Sundsvall 1962. Han avlade sjöofficersexamen vid Sjökrigsskolan 1965 och utnämndes samma år till fänrik i flottan, där han befordrades till löjtnant 1967 och till kapten 1972. Han tillhörde 1. ubåtsflottiljen 1966–1980, gick Allmänna kursen vid Militärhögskolan 1971, gick Tekniska kursen på Marinlinjen vid Militärhögskolan 1975–1977 och befordrades till örlogskapten 1976. Efter befordran till kommendörkapten 1980 tjänstgjorde han vid Ubåtsbyrån i Försvarets materielverk 1980–1983, var förste adjutant vid 1. ubåtsflottiljen 1983–1984, studerade vid Royal College of Defence Studies i London 1985 och var stabschef vid Ostkustens örlogsbas 1986–1987. Han befordrades till kommendör 1987, varpå han var chef för 1. ubåtsflottiljen 1987–1991, var försvarsattaché vid ambassaden i Ottawa 1991–1993 och blev flaggkapten i Kustflottan 1992. Edman befordrades till kommendör av första graden 1993 och var därefter chef för Systemledningen i Marinstaben 1993, chef för Operationsledningen vid staben i Södra militärområdet 1993–1995, chef för Operativa inriktningsavdelningen i Operationsledningen i Högkvarteret 1995–1996 och chef för Ostkustens marinkommando 1996–2000. Han var från 2000 verkställande direktör för Drottning Victorias Örlogshem.
Ulf Edman invaldes som ledamot av Kungliga Örlogsmannasällskapet 1981 och som ledamot av Kungliga Krigsvetenskapsakademien 1986.